# Christian Klees
Christian Klees (n. 24 iunie 1968, Eutin, Republica Federală Germania, Germania) este un trăgător de tir ce a reprezentat Germania, medaliat olimpic. A participat la o ediție a Jocurilor Olimpice (1996) în care a câștigat o medalie de aur.

## Participări
Lista de mai jos prezintă principalele competiții la care a participat Christian Klees de-a lungul carierei.
- shooting at the 1996 Summer Olympics – men's 50 metre rifle prone[*]